# Egidio Delfini
Egidio Delfini (Amelia, antes de 1440 - Nápoles, 1506) fue un religioso católico italiano, ministro general de la Orden de Hermanos Menores, conocido por su defensa fallida de la unidad de la Orden de la Orden franciscana.

## Biografía
No se sabe nada sobre la vida de Egidio Delfini antes de entrar a la Orden franciscana. Las fuentes franciscanas señalan que nació en Amelia, en la provincia de Terni, posiblemente antes de 1440. Ingresó en el convento de los franciscanos de dicha ciudad hacia esas fechas. Delfini fue uno de los más acérrimos defensores de la unidad de la orden en contra de los franciscanos observantes. Ocupó los cargos de custodio del convento de Asís, provincial de Umbría (hasta 1497), ministro de la provincia de Oriente y procurador general. Fue nombrado por el papa Alejandro VI como vicario general del obispo de Terni, con derecho de sucesión, pero antes de que esta nómina fuese efectiva, fue elegido ministro general de la Orden, en el capítulo general de 1500. Fue durante su gobierno, a pesar de todos sus intentos por mantener unida la orden, que, en 1504, dio inicio la separación definitiva de las dos ramas de la Orden franciscana (efectiva en 1517): los observantes y los conventuales. Luego de tantas batallas perdidas murió en el convento de los observantes de Santa Maria Nova en Nápoles, en 1506.